# James A. McClure
James Albertus "Jim" McClure, född 27 december 1924 i Payette, Idaho, död 26 februari 2011 i Boise, Idaho, var en amerikansk republikansk politiker. Han representerade delstaten Idaho i båda kamrarna av USA:s kongress, först i representanthuset 1967-1973 och sedan i senaten 1973-1991.
McClure tjänstgjorde i USA:s flotta i andra världskriget. Han avlade 1950 juristexamen vid University of Idaho. Han var åklagare för Payette County 1950-1956. Han var ledamot av delstatens senat 1961-1966.
McClure besegrade sittande kongressledamoten Compton I. White, Jr. i kongressvalet 1966. Han omvaldes 1968 och 1970.
Senator Leonard B. Jordan bestämde sig för att inte kandidera till omval i senatsvalet 1972. McClure vann valet och efterträdde Jordan som senator i januari 1973. Han omvaldes 1978 och 1984. Han ville efterträda Howard Baker som senatens majoritetsledare i januari 1985 men förlorade omröstningen mot Bob Dole.
McClure bestämde sig för att inte kandidera till en fjärde mandatperiod i senaten. Han efterträddes i januari 1991 som senator av Larry Craig.
Han avled den 26 februari 2011, 86 år gammal.